# Manoir du Chastenay
Le manoir du Chastenay, également de Chastenay, est un manoir de style Renaissance, situé sur le val Sainte-Marie à Arcy-sur-Cure dans le département de l'Yonne en France.

## Localisation
Le manoir est situé à Arcy-sur-Cure, à une vingtaine de kilomètres d'Avallon et à une trentaine d'Auxerre.

## Description

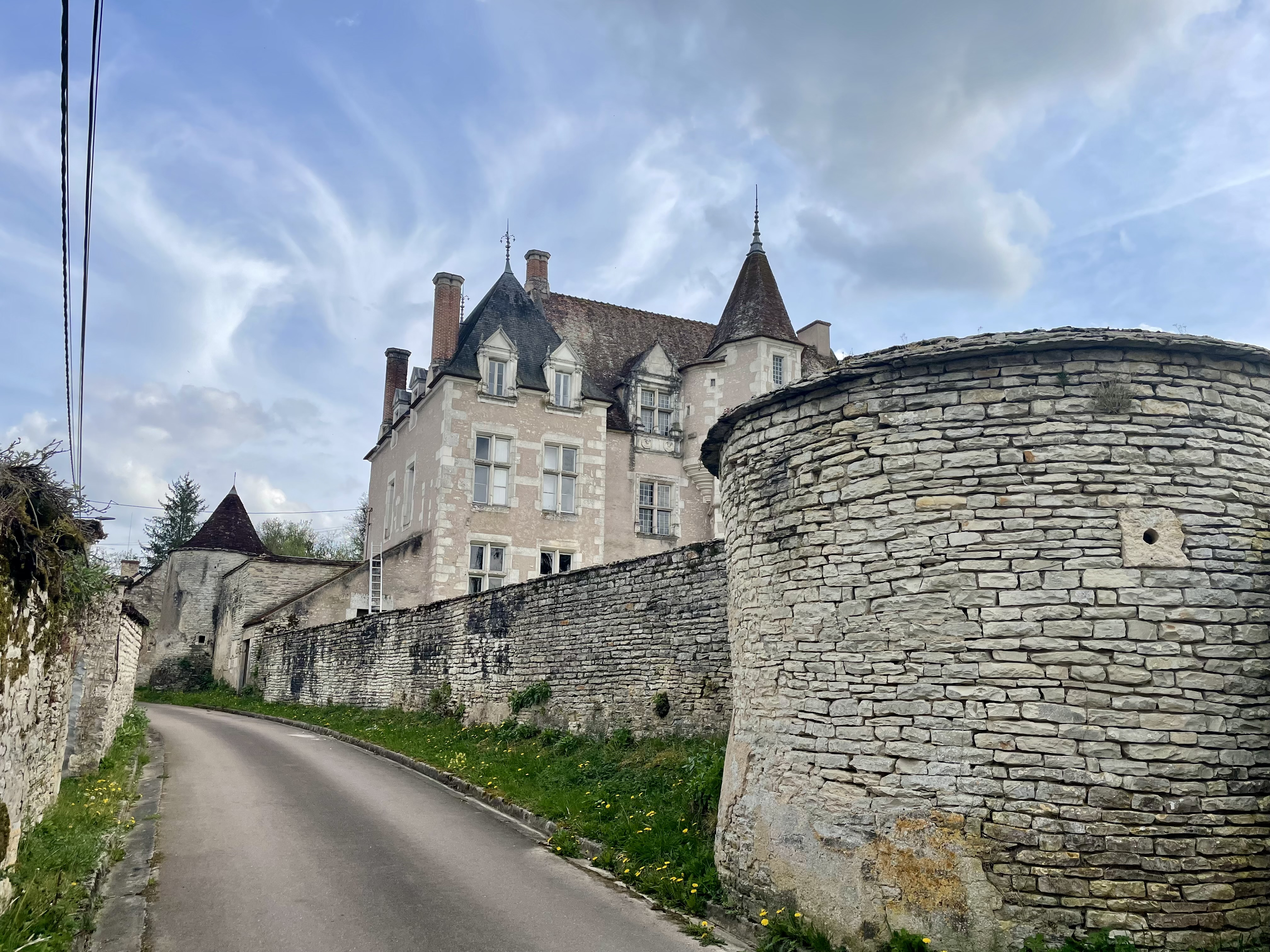
Corps de logis du manoir.

Cette demeure est assise sur un réseau de grottes souterraines inondées, à l'intersection de deux routes que sont la Via Agrippa de l'Océan et le chemin de Compostelle partant d'Allemagne en passant par Troyes. Selon son ancien propriétaire, Gabriel de la Varende, ce manoir fut un lieu de recherche alchimique pendant l'époque médiévale, comme le montrent les nombreux symboles sculptés ou peints dans cette demeure. 
L'enceinte médiévale est en forme de quadrilatère anglé de tours rondes ; l'une d'elles (au sud) est un colombier à échelle tournante. Dans l'enceinte se trouvait une chapelle détruite à l'époque de la Réforme, ou transformée en grange (un bâtiment existait encore sur le cadastre de 1825) ; son portail aurait été remonté à l'entrée du jardin, donnant sur la rue. 
De grande taille, la façade du manoir ornée à un angle d'une tourelle en encorbellement, ses ouvertures ainsi que sa tour d'escalier hexagonale sont de la Renaissance ; près de la porte (en bas à gauche) se lit la date de 1549. Cependant, le gros œuvre et l'enceinte peuvent dater du XIVe siècle (dont il reste une belle cave au profil légèrement ogival), et remplacer une demeure encore plus ancienne dite château du Lys, construite au XIe siècle. On accède dans la tour Saint-Jean (la cage d'escalier) par la porte dite des Sages (3 bustes surmontent l'entrée) pour pénétrer à l'intérieur du château dont le porche et les fenêtres sont sculptés de nombreuses figures allégoriques.
La seule salle accessible au public (au rez-de-chaussée) présente d'importantes boiseries ornées de sept peintures relatant des scènes bibliques, notamment la vie de Joseph.
L'aile gauche date de la fin du XVIIIe siècle et fut remanié vers 1850 par un élève de Viollet-le-Duc. Un pavillon de style néo-Renaissance fut édifié à côté du manoir en 1875.

## Historique

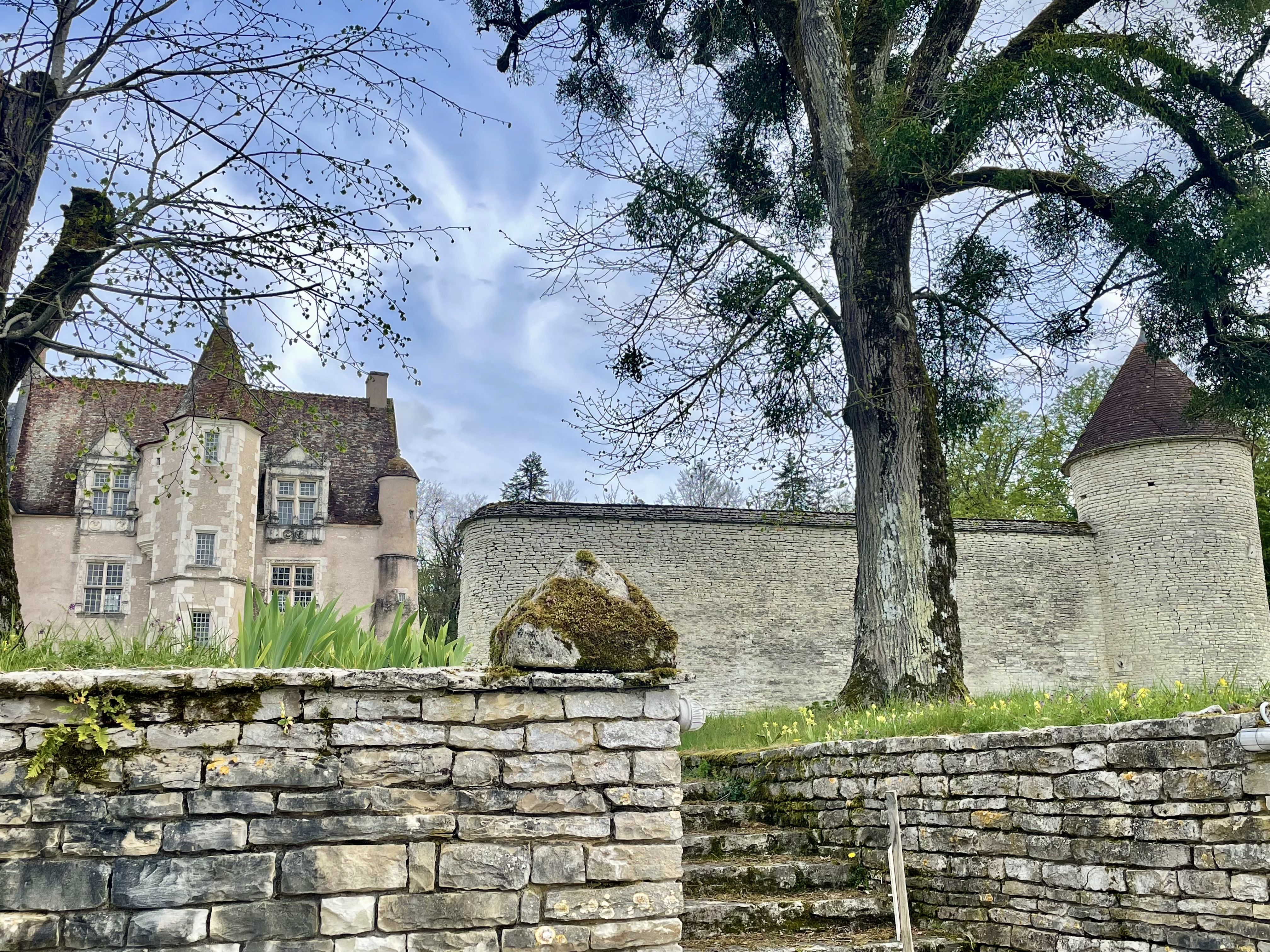
Corps de logis du manoir.

Une légende raconte qu'il y a quelques siècles un duc vivait dans ce château, possédant un trésor bien gardé. Une femme trouva l'emplacement de ce dernier et le duc lui coupa la langue afin qu'elle ne puisse rien raconter. Depuis la mort du duc, cette femme garderait le trésor et empêcherait quiconque de s'en approcher. En réalité, il s'agit d'un épisode historique, lorsque Philippe de Loron, seigneur de la Maison Blanche (à Coulanges-sur-Yonne) et du Chastenay, protestant au service du prince de Condé, participa à la surprise de la ville d'Auxerre en 1567 et pilla l'abbaye de Saint Germain. Le butin disparut (probablement fondu pour financer la guerre), et si une partie fut cachée (notamment la belle châsse dorée de Saint Germain), la servante du Chastenay eut "la langue râpée" à coups d'épée pour la dissuader de parler ; ces détails sont connus par le procès qui s'ensuivit.
Lorsque Gabriel Mallard de La Varende prend possession du manoir en 1966, l'édifice est au bord de la ruine. Les façades et les toitures des dépendances (à l'exclusion de l'aile est, plus tardive) et les vestiges de l'ancienne enceinte ont été classées au titre des monuments historiques le 11 octobre 1971 ; les dépendances furent inscrites le 13 octobre 1971. La restauration débute en 1972 sous la direction des Monuments Historiques.
Malheureusement, après un bon nombre de recherches minutieuses aucun trésor n'a été découvert et les fouilles ont cessé. 
Il se pourrait qu'aucun trésor ne soit présent dans ce lieu.

## Visites
Le manoir n'est pas ouvert au public

## Propriétaires
- Famille Geoffroy, famille cousine direct de Catherine Geoffroy habitante de l'Yonne également.
- Famille de Digogne dès 1314.
- Dès les premières années du XIVe siècle, le descendant direct des Geoffroy, Étienne d'Arcy (?), n'a pas d'héritier de son nom : en effet, en 1315 on trouve un Guiot de Digogne (dit en 1330 en possession « de l'héritage de monseigneur Étienne »), et un Jean de Digogne, son neveu, dit le seigneur du château du Chastenay. Mais à la même époque, voire plus tôt, un seigneur de Lys dans la Nièvre dut épouser une fille d'Étienne d'Arcy[12].
- Jean de Lys, seigneur des lieux vers 1349. Cette maison sera dite plus tard du Chastenay.
- Claude d'Aulnay (mort en 1483), seigneur de Lys, Malfontaine et Arcy, reçoit en 1469 l'hommage de l'abbesse de Réconfort pour sa maison du Lys[13].
- Famille Loron du Chastenay juqsu'à la fin du XVIIe siècle.
- Claude d'Aulnay épouse David de Loron à qui elle apporte la seigneurie de Chastenay.
- Antoinette Marie de Loron (1663), mariée en 1687 avec Edmé François d'Estutt d'Assay (1656) apporte la seigneurie dans cette famille.
- Maison de Stutt d'Assay ou d'Estutt-Assay.
- Gabriel Alphonse d'Estutt d'Assay (1689), épouse en 1727 Marie Anne de Damoiseau, dont :
- Jean François d'Estutt d'Assay (1731-1759), marié en 1756 avec Perette de Bonin du Cluzeau. .
- Henri d'Esttut d'Assay (1798-1852), époux d'Augustine Ferdinande de Tulle de Villefranche.
- Emmanuel Berger du Sablon (1836), épouse en 1861 Fernande d'Esttut d'Assay.
- Antoinette Angélique Berger du Sablon (1861-1889), épouse Louis Augustin de Carentonne (1859-1933) dont :
- Jeanne Gabriel de Mauduit de Carentonne, qui épouse en 1910 Robert Mallard de La Varende (1882-1942).
- Gabriel Mallard de La Varende (1966-2007) en hérite de sa grand-tante.
- François Mallard de La Varende, Marie Anne Mallard de La Varende, Marie-Laurence de La Varende en héritent de leur père.